# Lijst van composities van Antonio Vivaldi

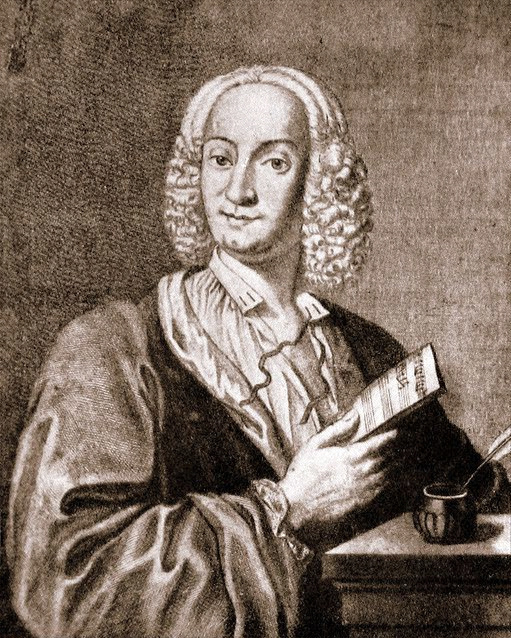
Antonio Vivaldi (gravure door François Morellon de La Cave)

Dit is een lijst van composities van de componist Antonio Vivaldi. Dit artikel bevat alle composities, behalve de opera's. Zie voor de opera's Lijst van opera's van Antonio Vivaldi.

## Werken met een opusnummer
Dit is een lijst van composities die gepubliceerd zijn toen hij leefde, en die een opusnummer hebben gekregen.
| Opus | Werk | Datum     |
| ---- | --- | --------- |
| 1    | 12 sonates voor twee violen en basso continuo | 1705      |
| 2    | 12 sonates voor viool en basso continuo | 1709      |
| 3    | L'estro Armonico, 12 concerten voor verschillende combinaties van instrumenten, de twee bekendste zijn no. 6 in a-mineur voor viool, no. 8 in a-mineur voor twee violen en no. 10 in b-mineur voor vier violen. | 1711      |
| 4    | La stravaganza, 12 vioolconcerten | 1714      |
| 5    | Sonates, waarvan vier voor viool en twee voor twee violen en basso continuo | 1716      |
| 6    | Zes vioolconcerten | 1716–1721 |
| 7    | 12 concerten, waarvan twee voor hobo (no. 1 in Bes-majeur en no. 7 in bes-mineur) en tien voor viool | 1716–1717 |
| 8    | Il cimento dell'armonia e dell'inventione, twaalf vioolconcerten. De eerste vier concerten zijn bekend als Le quattro stagioni (De vier jaargetijden)                                                           | 1723      |
| 9    | La cetra, 12 vioolconcerten, allemaal voor één viool, behalve no. 9 in Bes-majeur die geschreven is voor twee violen                                                                                            | 1727      |
| 10   | Zes fluitconcerten (een tweede versie voor blokfluit is uitgegeven in Venetië (stad)) | 1728      |
| 11   | Zes concerten. Vijf vioolconcerten, en één hoboconcert, het tweede vioolconcert in e-mineur, RV 277, is bekend als Il favorito (De Favoriet)                                                                    | 1729      |
| 12   | Zes vioolconcerten, Op. 12 (Vivaldi) | 1729      |

## Fictieve Opus 13
Opus 13", Il pastor fido (De vertrouwende herder), is niet gecomponeerd door Vivaldi, maar door een ander, die het werk onder de naam van Vivaldi uitgaf, Nicolas Chédeville. Dit werk bevat zes sonates voor musette, vedel, blokfluit, fluit, hobo of viool en basso continuo.
Dit werk was gepubliceerd in 1737 door Chédeville met een geheime overeenkomst met Jean-Noël Marchand om een collectie van Chédevilles composities te publiceren onder de naam van Vivaldi. Chédeville bracht het geld in, en ontving de opbrengsten, wat allemaal opgeschreven is in een notariële akte van Marchand in 1749.

## Concerten, sinfonia's en sonates
| Vorm       | Instrumentation (Allemaal met basso continuo)                                                                            | Toonsoort  | RV   | Opmerkingen |
| ---------- | --- | ---------- | ---- | --- |
| Concerto   | Strijkers | C-majeur   | 109  | |
| Concerto   | Strijkers | C-majeur   | 110  | |
| Concerto   | Strijkers | C-majeur   | 111  | Gerelateerd aan de sinfonia voor de opera Giustino, RV 717. |
| Concerto   | Strijkers | C-majeur   | 113  | |
| Concerto   | Strijkers | C-majeur   | 114  | |
| Concerto   | Strijkers | C-majeur   | 115  | Ripieno |
| Concerto   | Strijkers | C-majeur   | 117  | Gerelateerd aan de serenade La Sena festeggiante, RV 693. |
| Concerto   | Strijkers | c-mineur   | 118  | |
| Concerto   | Strijkers | c-mineur   | 119  | |
| Concerto   | Strijkers | c-mineur   | 120  | |
| Concerto   | Strijkers | D-majeur   | 121  | |
| Concerto   | Strijkers | D-majeur   | 123  | |
| Concerto   | Strijkers | D-majeur   | 124  | |
| Concerto   | Strijkers | D-majeur   | 126  | |
| Concerto   | Strijkers | D-majeur   | 786  | Incompleet. |
| Concerto   | Strijkers | d-mineur   | 127  | |
| Concerto   | Strijkers | d-mineur   | 128  | |
| Concerto   | Strijkers | d-mineur   | 129  | Madrigalesco |
| Concerto   | Strijkers | e-mineur   | 133  | Het is twijfelachtig of dit stuk een werk van Vivaldi is. |
| Concerto   | Strijkers | e-mineur   | 134  | Ook vermeld als een Sinfonia geschreven door Ryom. |
| Concerto   | Strijkers | F-majeur   | 136  | |
| Concerto   | Strijkers | F-majeur   | 138  | |
| Concerto   | Strijkers | F-majeur   | 139  | Gerelateerd aan RV 543. |
| Concerto   | Strijkers | F-majeur   | 141  | |
| Concerto   | Strijkers | F-majeur   | 142  | |
| Concerto   | Strijkers | f-mineur   | 143  | |
| Concerto   | Strijkers | G-majeur   | 144  | Niet van Vivaldi |
| Concerto   | Strijkers | G-majeur   | 145  | |
| Concerto   | Strijkers | G-majeur   | 150  | |
| Concerto   | Strijkers | G-majeur   | 151  | Alla rustica |
| Concerto   | Strijkers | g-mineur   | 152  | Ripieno |
| Concerto   | Strijkers | g-mineur   | 153  | Originale |
| Concerto   | Strijkers | g-mineur   | 154  | |
| Concerto   | Strijkers | g-mineur   | 155  | |
| Concerto   | Strijkers | g-mineur   | 156  | |
| Concerto   | Strijkers | g-mineur   | 157  | |
| Concerto   | Strijkers | A-majeur   | 158  | Ripieno |
| Concerto   | Strijkers | A-majeur   | 159  | |
| Concerto   | Strijkers | A-majeur   | 160  | |
| Concerto   | Strijkers | a-mineur   | 161  | |
| Concerto   | Strijkers | Bes-majeur | 163  | Conca |
| Concerto   | Strijkers | Bes-majeur | 164  | |
| Concerto   | Strijkers | Bes-majeur | 165  | |
| Concerto   | Strijkers | Bes-majeur | 166  | |
| Concerto   | Strijkers | Bes-majeur | 167  | |
| Concerto   | Fagot, strijkers | C-majeur   | 466  | |
| Concerto   | Fagot, strijkers | C-majeur   | 467  | |
| Concerto   | Fagot, strijkers | C-majeur   | 468  | Incompleet. |
| Concerto   | Fagot, strijkers | C-majeur   | 469  | |
| Concerto   | Fagot, strijkers | C-majeur   | 470  | Gerelateerd aan RV 447 en RV 448. |
| Concerto   | Fagot, strijkers | C-majeur   | 471  | Nauw verwant aan RV 450. |
| Concerto   | Fagot, strijkers | C-majeur   | 472  | |
| Concerto   | Fagot, strijkers | C-majeur   | 473  | |
| Concerto   | Fagot, strijkers | C-majeur   | 474  | |
| Concerto   | Fagot, strijkers | C-majeur   | 475  | |
| Concerto   | Fagot, strijkers | C-majeur   | 476  | |
| Concerto   | Fagot, strijkers | C-majeur   | 477  | |
| Concerto   | Fagot, strijkers | C-majeur   | 478  | |
| Concerto   | Fagot, strijkers | C-majeur   | 479  | |
| Concerto   | Fagot, strijkers | c-mineur   | 480  | |
| Concerto   | Fagot, strijkers | d-mineur   | 481  | Nauw verwant aan RV 406. |
| Concerto   | Fagot, strijkers | d-mineur   | 482  | Incompleet. |
| Concerto   | Fagot, strijkers | Es-majeur  | 483  | |
| Concerto   | Fagot, strijkers | e-mineur   | 484  | |
| Concerto   | Fagot, strijkers | F-majeur   | 485  | Gerelateerd aan RV 457. |
| Concerto   | Fagot, strijkers | F-majeur   | 486  | |
| Concerto   | Fagot, strijkers | F-majeur   | 487  | |
| Concerto   | Fagot, strijkers | F-majeur   | 488  | |
| Concerto   | Fagot, strijkers | F-majeur   | 489  | |
| Concerto   | Fagot, strijkers | F-majeur   | 490  | |
| Concerto   | Fagot, strijkers | F-majeur   | 491  | |
| Concerto   | Fagot, strijkers | G-majeur   | 492  | |
| Concerto   | Fagot, strijkers | G-majeur   | 493  | |
| Concerto   | Fagot, strijkers | G-majeur   | 494  | |
| Concerto   | Fagot, strijkers | g-mineur   | 495  | |
| Concerto   | Fagot, strijkers | g-mineur   | 496  | Opgedragen aan de markies van Marzin. |
| Concerto   | Fagot, strijkers | a-mineur   | 497  | |
| Concerto   | Fagot, strijkers | a-mineur   | 498  | |
| Concerto   | Fagot, strijkers | a-mineur   | 499  | |
| Concerto   | Fagot, strijkers | a-mineur   | 500  | |
| Concerto   | Fagot, strijkers | Bes-majeur | 501  | La notte |
| Concerto   | Fagot, strijkers | Bes-majeur | 502  | |
| Concerto   | Fagot, strijkers | Bes-majeur | 503  | |
| Concerto   | Fagot, strijkers | Bes-majeur | 504  | |
| Concerto   | Cello, strijkers | C-majeur   | 398  | |
| Concerto   | Cello, strijkers | C-majeur   | 399  | |
| Concerto   | Cello, strijkers | C-majeur   | 400  | |
| Concerto   | Cello, strijkers | c-mineur   | 401  | |
| Concerto   | Cello, strijkers | c-mineur   | 402  | |
| Concerto   | Cello, strijkers | D-majeur   | 403  | |
| Concerto   | Cello, strijkers | D-majeur   | 404  | Niet van Vivaldi. Teruggetrokken en verplaatst naar Anh. 145. |
| Concerto   | Cello, strijkers | d-mineur   | 405  | |
| Concerto   | Cello, strijkers | d-mineur   | 406  | Gerelateerd aan RV 481. |
| Concerto   | Cello, strijkers | d-mineur   | 407  | Langzame deel gerelateerd aan RV 334 (vioolconcert, Op. 9 no. 3). |
| Concerto   | Cello, strijkers | Es-majeur  | 408  | |
| Concerto   | Cello, strijkers | e-mineur   | 787  | Incompleet. |
| Concerto   | Cello, strijkers | F-majeur   | 410  | |
| Concerto   | Cello, strijkers | F-majeur   | 411  | |
| Concerto   | Cello, strijkers | F-majeur   | 412  | |
| Concerto   | Cello, strijkers | G-majeur   | 413  | |
| Concerto   | Cello, strijkers | G-majeur   | 414  | |
| Concerto   | Cello, strijkers | G-majeur   | 415  | Niet van Vivaldi. Teruggetrokken en verplaatst naar Anh. 146. |
| Concerto   | Cello, strijkers | g-mineur   | 416  | |
| Concerto   | Cello, strijkers | g-mineur   | 417  | |
| Concerto   | Cello, strijkers | a-mineur   | 418  | |
| Concerto   | Cello, strijkers | a-mineur   | 419  | |
| Concerto   | Cello, strijkers | a-mineur   | 420  | |
| Concerto   | Cello, strijkers | a-mineur   | 421  | |
| Concerto   | Cello, strijkers | a-mineur   | 422  | |
| Concerto   | Cello, strijkers | Bes-majeur | 423  | |
| Concerto   | Cello, strijkers | Bes-majeur | 788  | Incompleet. |
| Concerto   | Cello, strijkers | b-mineur   | 424  | |
| Concerto   | Cello, strijkers | e-mineur   | 409  | |
| Concerto   | 2 cello's, strijkers | g-mineur   | 531  | |
| Concerto   | 2 klarinetten, 2 hobo's, strijkers                                                                                       | C-majeur   | 559  | |
| Concerto   | 2klarinetten, 2 hobo's, strijkers                                                                                        | C-majeur   | 560  | |
| Concerto   | Piccolo, strijkers | C-majeur   | 443  | |
| Concerto   | Piccolo, strijkers | C-majeur   | 444  | |
| Concerto   | Piccolo, strijkers | a-mineur   | 445  | |
| Concerto   | Fluit, strijkers | D-majeur   | 426  | |
| Concerto   | Fluit, strijkers | D-majeur   | 427  | |
| Concerto   | Fluit, strijkers | D-majeur   | 428  | Il gardellino nauw verwant aan RV 90. |
| Concerto   | Fluit, strijkers | D-majeur   | 429  | |
| Concerto   | Fluit, strijkers | D-majeur   | 783  | |
| Concerto   | Fluit, strijkers | e-mineur   | 430  | Nauw verwant aan RV 275a. |
| Concerto   | Fluit, strijkers | e-mineur   | 431  | Incompleet. |
| Concerto   | Fluit, strijkers | d-mineur   | 431a | Il Gran Mogul |
| Concerto   | Fluit, strijkers | e-mineur   | 432  | Incompleet. |
| Concerto   | Fluit, strijkers | F-majeur   | 433  | La tempesta di mare, nauw verwant aan RV 98 en RV 570. |
| Concerto   | Fluit, strijkers | F-majeur   | 434  | Nauw verwant aan RV 442. |
| Concerto   | Fluit, strijkers | G-majeur   | 435  | |
| Concerto   | Fluit, strijkers | G-majeur   | 436  | |
| Concerto   | Fluit, strijkers | G-majeur   | 437  | Nauw verwant aan RV 101. |
| Concerto   | Fluit, strijkers | G-majeur   | 438  | |
| Concerto   | Fluit, strijkers | a-mineur   | 440  | |
| Concerto   | Fluit, strijkers | d-mineur   | 750  | vier 'nationale' concerten, La Francia, La Spagna, L'Inghilterro, Il Gran Mogul, die allemaal, op Il Gran Mogul na verloren zijn gegaan. Zie RV 431a voor Il Gran Mogul                                                   |
| Concerto   | Fluit, strijkers | G-majeur   | 784  | Verloren gegaan. |
| Concerto   | Fluit, strijkers | G-majeur   | 805  | Verloren gegaan. |
| Concerto   | Fluit, strijkers | G-mineur   | 439  | La notte, nauw verwant aan RV 104. |
| Concerto   | Fluit, 2 violen | D-majeur   | 89   | |
| Concerto   | Fluit, 2 violen | G-majeur   | 102  | |
| Concerto   | Fluit, hobo, viool, fagot, strijkers                                                                                     | C-majeur   | 88   | |
| Concerto   | Fluit, hobo, viool, fagot, strijkers                                                                                     | F-majeur   | 98   | Gerelateerd aan RV 433 en RV 570; die allemaal La tempesta di mare heten. |
| Concerto   | Fluit, hobo, viool, fagot, strijkers                                                                                     | F-majeur   | 99   | Gerelateerd aan RV 571. |
| Concerto   | Fluit, hobo, viool, fagot, strijkers                                                                                     | G-mineur   | 107  | |
| Concerto   | Fluit, hobo, viool, fagot, strijkers                                                                                     | F-majeur   | 570  | La tempesta di mare; gerelateerd aan RV 98 en RV 433. De viool komt alleen in het éérste deel voor. |
| Concerto   | Fluit, viool en fagot of 2 violen en cello                                                                               | g-mineur   | 106  | |
| Concerto   | Fluit, viool en fagot or 2 violen en cello                                                                               | g-mineur   | 106a | |
| Concerto   | Fluit, viool, fagot, strijkers                                                                                           | D-majeur   | 91   | |
| Concerto   | Fluit, viool, fagot, strijkers                                                                                           | d-mineur   | 96   | |
| Concerto   | Fluit, viool, fagot, strijkers                                                                                           | F-majeur   | 100  | |
| Concerto   | Fluit en 2 violen, of 3 violen, fagot                                                                                    | g-mineur   | 104  | Gerelateerd aan RV 439, die beide La notte heten. |
| Concerto   | 3 violen, cello | g-mineur   | 104a | La notte |
| Concerto   | 2 fluiten, strijkers | C-majeur   | 533  | |
| Concerto   | 2 fluiten, 2 hobo's, viool, cello, harpsichord, strijkers                                                                | F-majeur   | 572  | Il Proteo, o il mondo al rovescio. Gerelateerd aan RV 544. |
| Concerto   | 2 fluiten, 2 violen, 2 fagotten, strijkers                                                                               | D-majeur   | 751  | Verloren gegaan. |
| Concerto   | Klavecimbel, strijkers                                                                                                   | A-majeur   | 780  | Gerelateerd aan RV 546. |
| Concerto   | 2 hoorns, strijkers | F-majeur   | 538  | |
| Concerto   | 2 hoorns, strijkers | F-majeur   | 539  | |
| Concerto   | Luit, 2 violen | D-majeur   | 93   | |
| Concerto   | Mandoline, strijkers | C-majeur   | 425  | |
| Concerto   | 2 mandolines, strijkers                                                                                                  | G-majeur   | 532  | |
| Concerto   | Hobo, strijkers | C-majeur   | 446  | |
| Concerto   | Hobo, strijkers | C-majeur   | 447  | Gerelateerd aan RV 448 en RV 470. |
| Concerto   | Hobo, strijkers | C-majeur   | 448  | Gerelateerd aan RV 447 en RV 470. |
| Concerto   | Hobo, strijkers | C-majeur   | 449  | Hoboversie van vioolconcert RV 178. |
| Concerto   | Hobo, strijkers | C-majeur   | 450  | Nauw verwant aan RV 471. |
| Concerto   | Hobo, strijkers | C-majeur   | 451  | |
| Concerto   | Hobo, strijkers | C-majeur   | 452  | |
| Concerto   | Hobo, strijkers | D-majeur   | 453  | |
| Concerto   | Hobo, strijkers | d-mineur   | 454  | Hetzelfde als vioolconcert RV 236 van Il cimento dell'armonia e dell'inventione. |
| Concerto   | Hobo, strijkers | F-majeur   | 455  | |
| Concerto   | Hobo, strijkers | F-majeur   | 456  | John Walsh #384; Het is twijfelachtig of dit werk van Vivaldi is. |
| Concerto   | Hobo, strijkers | F-majeur   | 457  | Nauw verwant aan RV 485. |
| Concerto   | Hobo, strijkers | F-majeur   | 458  | |
| Concerto   | Hobo, strijkers | g-mineur   | 459  | Incompleet. |
| Concerto   | Hobo, strijkers | g-mineur   | 460  | Nauw verwant aan RV 334. |
| Concerto   | Hobo, strijkers | a-mineur   | 461  | |
| Concerto   | Hobo, strijkers | a-mineur   | 462  | |
| Concerto   | Hobo, strijkers | a-mineur   | 463  | Gerelateerd aan RV 500. |
| Concerto   | Hobo, strijkers | Bes-majeur | 464  | Niet van Vivaldi. Teruggetrokken en verplaatst naar Anh. 141. |
| Concerto   | Hobo, strijkers | Bes-majeur | 465  | Niet van Vivaldi. Teruggetrokken en verplaatst naar Anh. 142. |
| Concerto   | Hobo, fagot, strijkers                                                                                                   | G-majeur   | 545  | |
| Concerto   | Hobo, cello, strijkers                                                                                                   | g-mineur   | 812  | |
| Concerto   | 2 hobo's, strijkers | C-majeur   | 534  | |
| Concerto   | 2 hobo's, strijkers | d-mineur   | 535  | |
| Concerto   | 2 hobo's, strijkers | a-mineur   | 536  | |
| Concerto   | 2 hobo's, 2 clarinets, 2 blokfluiten, 2 violen, fagot, strijkers                                                         | C-majeur   | 556  | Per la solennità di Lorenzo |
| Concerto   | 2 hobo's, 2 blokfluiten, 2 violen, fagot, strijkers                                                                      | C-majeur   | 556a | Per la solennità di Lorenzo |
| Concerto   | 2 hobo's, 2 hoorns, 2 fagots, strijkers                                                                                  | F-majeur   | 573  | Verloren gegaan. |
| Concerto   | Blokfluit, strijkers | c-mineur   | 441  | |
| Concerto   | Blokfluit, strijkers | F-majeur   | 442  | |
| Concerto   | Blokfluit, hobo, fagot, strijkers                                                                                        | g-mineur   | 103  | |
| Concerto   | Blokfluit, hobo, viool, fagot                                                                                            | D-majeur   | 94   | |
| Concerto   | Blokfluit, hobo, viool, fagot                                                                                            | G-majeur   | 101  | Gerelateerd aan RV 437. |
| Concerto   | Blokfluit, hobo, viool, fagot                                                                                            | g-mineur   | 105  | |
| Concerto   | Blokfluit, hobo, viool, of 3 violen, fagot                                                                               | D-majeur   | 95   | La pastorella |
| Concerto   | 3 violen, cello | D-majeur   | 95a  | La pastorella |
| Concerto   | Blokfluit, hobo, 2 violen                                                                                                | C-majeur   | 87   | |
| Concerto   | Blokfluit, viool, fagot                                                                                                  | D-majeur   | 92   | |
| Concerto   | Blokfluit, viool, cello                                                                                                  | D-majeur   | 92a  | |
| Concerto   | Blokfluit, 2 violen | a-mineur   | 108  | |
| Concerto   | 2 trumpets, strijkers | C-majeur   | 537  | |
| Concerto   | 2 trumpets, strijkers | D-majeur   | 781  | Gerelateerd aan RV 563. |
| Concerto   | Viola d'amore, strijkers                                                                                                 | D-majeur   | 392  | |
| Concerto   | Viola d'amore, strijkers                                                                                                 | d-mineur   | 393  | |
| Concerto   | Viola d'amore, strijkers                                                                                                 | d-mineur   | 394  | |
| Concerto   | Viola d'amore, strijkers                                                                                                 | d-mineur   | 395  | |
| Concerto   | Viola d'amore, strijkers                                                                                                 | d-mineur   | 395a | |
| Concerto   | Viola d'amore, strijkers                                                                                                 | A-majeur   | 396  | Gerelateerd aan RV 744. |
| Concerto   | Viola d'amore, strijkers                                                                                                 | A-mineur   | 397  | |
| Concerto   | Viola d'amore, luit, strijkers                                                                                           | d-mineur   | 540  | |
| Concerto   | Viola, 2 hoorns, 2 hobo's, fagot, strijkers                                                                              | F-majeur   | 97   | |
| Concerto   | Viool, strijkers | C-majeur   | 170  | |
| Concerto   | Viool, strijkers | C-majeur   | 171  | |
| Concerto   | Viool, strijkers | C-majeur   | 172  | Toegeschreven aan Pisendel. |
| Concerto   | Viool, strijkers | C-majeur   | 172a | Het is twijfelachtig of dit stuk een werk van Vivaldi is. Verschillend derde deel, en extra tweede deel van RV 172; incompleet.                                                                                           |
| Concerto   | Viool, strijkers | C-majeur   | 173  | |
| Concerto   | Viool, strijkers | C-majeur   | 174  | Verloren gegaan. |
| Concerto   | Viool, strijkers | C-majeur   | 175  | |
| Concerto   | Viool, strijkers | C-majeur   | 176  | |
| Concerto   | Viool, strijkers | C-majeur   | 177  | |
| Concerto   | Viool, strijkers | C-majeur   | 178  | Il cimento dell'armonia e dell'inventione. Bestaat ook als hoboconcert (RV 449). |
| Concerto   | Viool, strijkers | C-majeur   | 179  | Gerelateerd aan RV 581. |
| Concerto   | Viool, strijkers | C-majeur   | 179a | Verschillend derde deel van RV 179; incompleet. |
| Concerto   | Viool, strijkers | C-majeur   | 180  | "Il piacere" from Il cimento dell'armonia e dell'inventione. |
| Concerto   | Viool, strijkers | C-majeur   | 181  | |
| Concerto   | Viool, strijkers | C-majeur   | 181a | La cetra |
| Concerto   | Viool, strijkers | C-majeur   | 182  | |
| Concerto   | Viool, strijkers | C-majeur   | 183  | |
| Concerto   | Viool, strijkers | C-majeur   | 184  | |
| Concerto   | Viool, strijkers | C-majeur   | 185  | La stravaganza |
| Concerto   | Viool, strijkers | C-majeur   | 186  | |
| Concerto   | Viool, strijkers | C-majeur   | 187  | |
| Concerto   | Viool, strijkers | C-majeur   | 188  | |
| Concerto   | Viool, strijkers | C-majeur   | 189  | |
| Concerto   | Viool, strijkers | C-majeur   | 190  | |
| Concerto   | Viool, strijkers | C-majeur   | 191  | |
| Concerto   | Viool, strijkers | C-majeur   | 193  | Verloren gegaan. |
| Concerto   | Viool, strijkers | C-majeur   | 194  | |
| Concerto   | Viool, strijkers | C-majeur   | 195  | Roger #417. |
| Concerto   | Viool, strijkers | c-mineur   | 196  | La stravaganza |
| Concerto   | Viool, strijkers | c-mineur   | 197  | |
| Concerto   | Viool, strijkers | c-mineur   | 198  | |
| Concerto   | Viool, strijkers | c-mineur   | 198a | La cetra |
| Concerto   | Viool, strijkers | c-mineur   | 199  | Il sospetto |
| Concerto   | Viool, strijkers | c-mineur   | 200  | Verloren gegaan. |
| Concerto   | Viool, strijkers | c-mineur   | 201  | |
| Concerto   | Viool, strijkers | c-mineur   | 202  | |
| Concerto   | Viool, strijkers | D-majeur   | 203  | Incompleet. |
| Concerto   | Viool, strijkers | D-majeur   | 204  | La stravaganza |
| Concerto   | Viool, strijkers | D-majeur   | 205  | Toegeschreven aan Pisendel. |
| Concerto   | Viool, strijkers | D-majeur   | 206  | |
| Concerto   | Viool, strijkers | D-majeur   | 207  | |
| Concerto   | Viool, strijkers | D-majeur   | 208  | Grosso Mogul – Bach BWV 594. |
| Concerto   | Viool, strijkers | D-majeur   | 208a | |
| Concerto   | Viool, strijkers | D-majeur   | 209  | |
| Concerto   | Viool, strijkers | D-majeur   | 210  | Il cimento dell'armonia e dell'inventione |
| Concerto   | Viool, strijkers | D-majeur   | 211  | |
| Concerto   | Viool, strijkers | D-majeur   | 212  | "Fatto per la solennità della S. Lingua di S. Antonio in Padua". |
| Concerto   | Viool, strijkers | D-majeur   | 212a | |
| Concerto   | Viool, strijkers | D-majeur   | 213  | |
| Concerto   | Viool, strijkers | D-majeur   | 213a | Different 3rd movement from RV 213; incompleet. |
| Concerto   | Viool, strijkers | D-majeur   | 214  | |
| Concerto   | Viool, strijkers | D-majeur   | 215  | |
| Concerto   | Viool, strijkers | D-majeur   | 216  | |
| Concerto   | Viool, strijkers | D-majeur   | 217  | |
| Concerto   | Viool, strijkers | D-majeur   | 218  | |
| Concerto   | Viool, strijkers | D-majeur   | 219  | |
| Concerto   | Viool, strijkers | D-majeur   | 220  | Roger #432/433. |
| Concerto   | Viool, strijkers | D-majeur   | 221  | Vioolo in tromba |
| Concerto   | Viool, strijkers | D-majeur   | 222  | |
| Concerto   | Viool, strijkers | D-majeur   | 223  | Nauw verwant aan RV 263a en RV 762. |
| Concerto   | Viool, strijkers | D-majeur   | 224  | |
| Concerto   | Viool, strijkers | D-majeur   | 224a | langzame deel verschillend van RV 224. |
| Concerto   | Viool, strijkers | D-majeur   | 225  | |
| Concerto   | Viool, strijkers | D-majeur   | 226  | |
| Concerto   | Viool, strijkers | D-majeur   | 227  | |
| Concerto   | Viool, strijkers | D-majeur   | 228  | |
| Concerto   | Viool, strijkers | D-majeur   | 229  | |
| Concerto   | Viool, strijkers | D-majeur   | 230  | L'estro Armonico. Bach BWV 972. |
| Concerto   | Viool, strijkers | D-majeur   | 231  | |
| Concerto   | Viool, strijkers | D-majeur   | 232  | |
| Concerto   | Viool, strijkers | D-majeur   | 233  | |
| Concerto   | Viool, strijkers | D-majeur   | 234  | L'inquietudine |
| Concerto   | Viool, strijkers | d-mineur   | 235  | |
| Concerto   | Viool, strijkers | d-mineur   | 236  | Il cimento dell'armonia e dell'inventione. Also exists as an hobo concerto RV 454. |
| Concerto   | Viool, strijkers | d-mineur   | 237  | Toegeschreven aan Pisendel. |
| Concerto   | Viool, strijkers | d-mineur   | 238  | La cetra |
| Concerto   | Viool, strijkers | d-mineur   | 239  | |
| Concerto   | Viool, strijkers | d-mineur   | 240  | |
| Concerto   | Viool, strijkers | d-mineur   | 241  | |
| Concerto   | Viool, strijkers | d-mineur   | 242  | "Per Pisendel" from Il cimento dell'armonia e dell'inventione. |
| Concerto   | Viool, strijkers | d-mineur   | 243  | "con vioolo senza cantin". Voor viool zonder E-snaar; met scordatura. |
| Concerto   | Viool, strijkers | d-mineur   | 244  | |
| Concerto   | Viool, strijkers | d-mineur   | 245  | |
| Concerto   | Viool, strijkers | d-mineur   | 246  | |
| Concerto   | Viool, strijkers | d-mineur   | 247  | |
| Concerto   | Viool, strijkers | d-mineur   | 248  | |
| Concerto   | Viool, strijkers | d-mineur   | 249  | La stravaganza |
| Concerto   | Viool, strijkers | Es-majeur  | 250  | |
| Concerto   | Viool, strijkers | Es-majeur  | 251  | |
| Concerto   | Viool, strijkers | Es-majeur  | 252  | |
| Concerto   | Viool, strijkers | Es-majeur  | 253  | "La tempesta di mare" from Il cimento dell'armonia e dell'inventione. |
| Concerto   | Viool, strijkers | Es-majeur  | 254  | |
| Concerto   | Viool, strijkers | Es-majeur  | 255  | Verloren gegaan. |
| Concerto   | Viool, strijkers | Es-majeur  | 256  | Il ritiro |
| Concerto   | Viool, strijkers | Es-majeur  | 257  | |
| Concerto   | Viool, strijkers | Es-majeur  | 258  | |
| Concerto   | Viool, strijkers | Es-majeur  | 259  | |
| Concerto   | Viool, strijkers | Es-majeur  | 260  | |
| Concerto   | Viool, strijkers | Es-majeur  | 261  | |
| Concerto   | Viool, strijkers | Es-majeur  | 262  | |
| Concerto   | Viool, strijkers | E-majeur   | 263  | |
| Concerto   | Viool, strijkers | E-majeur   | 263a | La cetra |
| Concerto   | Viool, strijkers | E-majeur   | 264  | |
| Concerto   | Viool, strijkers | E-majeur   | 265  | L'estro Armonico. Bach BWV 976. |
| Concerto   | Viool, strijkers | E-majeur   | 266  | |
| Concerto   | Viool, strijkers | E-majeur   | 267  | |
| Concerto   | Viool, strijkers | E-majeur   | 267a | |
| Concerto   | Viool, strijkers | E-majeur   | 268  | |
| Concerto   | Viool, strijkers | E-majeur   | 269  | "Lente" van Il cimento dell'armonia e dell'inventione / Le quattro stagioni |
| Concerto   | Viool, strijkers | E-majeur   | 270  | Il riposo – Per il Santissimo Natale |
| Concerto   | Viool, strijkers | E-majeur   | 270a | langzame deel verschillend van RV 270; incompleet. |
| Concerto   | Viool, strijkers | E-majeur   | 271  | L' amoroso |
| Concerto   | Viool, strijkers | e-mineur   | 272  | Door Johann Adolph Hasse; teruggetrokken en verplaatst naar Anh. 64 & 64a. |
| Concerto   | Viool, strijkers | e-mineur   | 273  | |
| Concerto   | Viool, strijkers | e-mineur   | 274  | |
| Concerto   | Viool, strijkers | e-mineur   | 275  | Roger #432/433. |
| Concerto   | Viool, strijkers | e-mineur   | 275a | Gerelateerd aan RV 430; Het is twijfelachtig of dit werk van Vivaldi is |
| Concerto   | Viool, strijkers | e-mineur   | 276  | Roger #188. |
| Concerto   | Viool, strijkers | e-mineur   | 277  | Il favorito |
| Concerto   | Viool, strijkers | e-mineur   | 278  | |
| Concerto   | Viool, strijkers | e-mineur   | 279  | La stravaganza |
| Concerto   | Viool, strijkers | e-mineur   | 280  | |
| Concerto   | Viool, strijkers | e-mineur   | 281  | |
| Concerto   | Viool, strijkers | F-majeur   | 282  | |
| Concerto   | Viool, strijkers | F-majeur   | 283  | |
| Concerto   | Viool, strijkers | F-majeur   | 284  | La stravaganza |
| Concerto   | Viool, strijkers | F-majeur   | 285  | |
| Concerto   | Viool, strijkers | F-majeur   | 285a | |
| Concerto   | Viool, strijkers | F-majeur   | 286  | Per la solennità di S. Lorenzo |
| Concerto   | Viool, strijkers | F-majeur   | 287  | |
| Concerto   | Viool, strijkers | F-majeur   | 288  | |
| Concerto   | Viool, strijkers | F-majeur   | 289  | |
| Concerto   | Viool, strijkers | F-majeur   | 290  | Verloren gegaan. |
| Concerto   | Viool, strijkers | F-majeur   | 291  | Walsh #6 of his Op. 4. |
| Concerto   | Viool, strijkers | F-majeur   | 292  | |
| Concerto   | Viool, strijkers | F-majeur   | 293  | "Autumn" from Il cimento dell'armonia e dell'inventione / Le quattro stagioni |
| Concerto   | Viool, strijkers | F-majeur   | 294  | Il ritiro |
| Concerto   | Viool, strijkers | F-majeur   | 294a | |
| Concerto   | Viool, strijkers | F-majeur   | 295  | |
| Concerto   | Viool, strijkers | F-majeur   | 296  | |
| Concerto   | Viool, strijkers | F-majeur   | 794  | Incompleet. |
| Concerto   | Viool, strijkers | f-mineur   | 297  | "Winter" from Il cimento dell'armonia e dell'inventione / Le quattro stagioni |
| Concerto   | Viool, strijkers | G-majeur   | 298  | La stravaganza |
| Concerto   | Viool, strijkers | G-majeur   | 299  | Bach BWV 973. Het is twijfelachtig of dit stuk een werk van Vivaldi is, kan geschreven zijn door Gasparo Visconti. |
| Concerto   | Viool, strijkers | G-majeur   | 300  | La cetra |
| Concerto   | Viool, strijkers | G-majeur   | 301  | La stravaganza |
| Concerto   | Viool, strijkers | G-majeur   | 302  | |
| Concerto   | Viool, strijkers | G-majeur   | 303  | |
| Concerto   | Viool, strijkers | G-majeur   | 304  | Verloren gegaan. |
| Concerto   | Viool, strijkers | G-majeur   | 305  | Verloren gegaan. |
| Concerto   | Viool, strijkers | G-majeur   | 306  | |
| Concerto   | Viool, strijkers | G-majeur   | 307  | |
| Concerto   | Viool, strijkers | G-majeur   | 308  | |
| Concerto   | Viool, strijkers | G-majeur   | 309  | Il mare tempestoso; Verloren gegaan. |
| Concerto   | Viool, strijkers | G-majeur   | 310  | L'estro Armonico. Bach BWV 978. |
| Concerto   | Viool, strijkers | G-majeur   | 311  | |
| Concerto   | Viool, strijkers | G-majeur   | 312  | |
| Concerto   | Viool, strijkers | G-majeur   | 313  | |
| Concerto   | Viool, strijkers | G-majeur   | 314  | Opgedragen aan Pisendel. |
| Concerto   | Viool, strijkers | G-majeur   | 314a | |
| Concerto   | Viool, strijkers | g-mineur   | 315  | "Zomer" van de Vier Jaargetijden |
| Concerto   | Viool, strijkers | g-mineur   | 316  | Verloren gegaan; Bach BWV 975. |
| Concerto   | Viool, strijkers | g-mineur   | 316a | La stravaganza |
| Concerto   | Viool, strijkers | g-mineur   | 317  | |
| Concerto   | Viool, strijkers | g-mineur   | 318  | |
| Concerto   | Viool, strijkers | g-mineur   | 319  | |
| Concerto   | Viool, strijkers | g-mineur   | 320  | Incompleet. |
| Concerto   | Viool, strijkers | g-mineur   | 321  | |
| Concerto   | Viool, strijkers | g-mineur   | 322  | Incompleet. |
| Concerto   | Viool, strijkers | g-mineur   | 323  | |
| Concerto   | Viool, strijkers | g-mineur   | 324  | |
| Concerto   | Viool, strijkers | g-mineur   | 325  | |
| Concerto   | Viool, strijkers | g-mineur   | 326  | |
| Concerto   | Viool, strijkers | g-mineur   | 327  | |
| Concerto   | Viool, strijkers | g-mineur   | 328  | |
| Concerto   | Viool, strijkers | g-mineur   | 329  | |
| Concerto   | Viool, strijkers | g-mineur   | 330  | |
| Concerto   | Viool, strijkers | g-mineur   | 331  | |
| Concerto   | Viool, strijkers | g-mineur   | 332  | Il cimento dell'armonia e dell'inventione |
| Concerto   | Viool, strijkers | g-mineur   | 333  | |
| Concerto   | Viool, strijkers | g-mineur   | 334  | La cetra. Nauw verwant aan RV 460. Het langzame deel is nauw verwant aan dat van RV 407 (celloconcert). |
| Concerto   | Viool, strijkers | A-majeur   | 335  | Wals #435; gerelateerd aan RV 518, maar het is twijfelachtig of Vivaldi dit stuk geschreven heeft. |
| Concerto   | Viool, strijkers | A-majeur   | 335a | Il rosignuolo; langzame deel verschillend van RV 335. |
| Concerto   | Viool, strijkers | A-majeur   | 336  | |
| Concerto   | Viool, strijkers | A-majeur   | 337  | Verloren gegaan. |
| Concerto   | Viool, strijkers | A-majeur   | 338  | Walsh #454 toegeschreven aan Joseph Meck, teruggetrokken door Ryom en verplaatst naar Anh. 65. |
| Concerto   | Viool, strijkers | A-majeur   | 339  | |
| Concerto   | Viool, strijkers | A-majeur   | 340  | Toegeschreven aan Pisendel. |
| Concerto   | Viool, strijkers | A-majeur   | 341  | |
| Concerto   | Viool, strijkers | A-majeur   | 342  | |
| Concerto   | Viool, strijkers | A-majeur   | 343  | Scordatura viool. |
| Concerto   | Viool, strijkers | A-majeur   | 344  | |
| Concerto   | Viool, strijkers | A-majeur   | 345  | La cetra |
| Concerto   | Viool, strijkers | A-majeur   | 346  | |
| Concerto   | Viool, strijkers | A-majeur   | 347  | La stravaganza |
| Concerto   | Viool, strijkers | A-majeur   | 348  | La cetra. Scordatura viool. |
| Concerto   | Viool, strijkers | A-majeur   | 349  | |
| Concerto   | Viool, strijkers | A-majeur   | 350  | |
| Concerto   | Viool, strijkers | A-majeur   | 351  | Verloren gegaan. |
| Concerto   | Viool, strijkers | A-majeur   | 352  | |
| Concerto   | Viool, strijkers | A-majeur   | 353  | |
| Concerto   | Viool, strijkers | A-majeur   | 792  | Incompleet. |
| Concerto   | Viool, strijkers | a-mineur   | 354  | |
| Concerto   | Viool, strijkers | a-mineur   | 355  | Het is twijfelachtig of dit stuk een werk van Vivaldi is. |
| Concerto   | Viool, strijkers | a-mineur   | 356  | L'estro Armonico |
| Concerto   | Viool, strijkers | a-mineur   | 357  | La stravaganza |
| Concerto   | Viool, strijkers | a-mineur   | 358  | La cetra |
| Concerto   | Viool, strijkers | Bes-majeur | 359  | La cetra |
| Concerto   | Viool, strijkers | Bes-majeur | 360  | Incompleet. |
| Concerto   | Viool, strijkers | Bes-majeur | 361  | |
| Concerto   | Viool, strijkers | Bes-majeur | 362  | "La caccia" from Il cimento dell'armonia e dell'inventione. |
| Concerto   | Viool, strijkers | Bes-majeur | 363  | Il cornetto da posta |
| Concerto   | Viool, strijkers | Bes-majeur | 364  | Roger #432/433. |
| Concerto   | Viool, strijkers | Bes-majeur | 364a | langzame deel verschillend van RV 364. |
| Concerto   | Viool, strijkers | Bes-majeur | 365  | |
| Concerto   | Viool, strijkers | Bes-majeur | 366  | Il Carbonelli |
| Concerto   | Viool, strijkers | Bes-majeur | 367  | |
| Concerto   | Viool, strijkers | Bes-majeur | 368  | |
| Concerto   | Viool, strijkers | Bes-majeur | 369  | |
| Concerto   | Viool, strijkers | Bes-majeur | 370  | |
| Concerto   | Viool, strijkers | Bes-majeur | 371  | |
| Concerto   | Viool, strijkers | Bes-majeur | 372  | |
| Concerto   | Viool, strijkers | Bes-majeur | 372a | Vroeger RV 790. Incompleet. |
| Concerto   | Viool, strijkers | Bes-majeur | 373  | Niet van Vivaldi. |
| Concerto   | Viool, strijkers | Bes-majeur | 374  | |
| Concerto   | Viool, strijkers | Bes-majeur | 375  | |
| Concerto   | Viool, strijkers | Bes-majeur | 376  | |
| Concerto   | Viool, strijkers | Bes-majeur | 377  | |
| Concerto   | Viool, strijkers | Bes-majeur | 378  | Incompleet. |
| Concerto   | Viool, strijkers | Bes-majeur | 379  | |
| Concerto   | Viool, strijkers | Bes-majeur | 380  | |
| Concerto   | Viool, strijkers | Bes-majeur | 381  | Nauw verwant aan RV 528 en RV 383a; Bach BWV 980. |
| Concerto   | Viool, strijkers | Bes-majeur | 382  | Het is twijfelachtig of dit stuk een werk van Vivaldi is. |
| Concerto   | Viool, strijkers | Bes-majeur | 383  | |
| Concerto   | Viool, strijkers | Bes-majeur | 383a | La stravaganza. Gerelateerd aan RV 381 en RV 528. tweede en derde delen nauw verwant aan RV 383. |
| Concerto   | Viool, strijkers | Bes-majeur | 790  | Incompleet. Moved to RV 372a |
| Concerto   | Viool, strijkers | b-mineur   | 384  | |
| Concerto   | Viool, strijkers | b-mineur   | 385  | Het is twijfelachtig of dit stuk een werk van Vivaldi is. Teruggetrokken en verplaatst naar Anh. 108 |
| Concerto   | Viool, strijkers | b-mineur   | 386  | |
| Concerto   | Viool, strijkers | b-mineur   | 387  | |
| Concerto   | Viool, strijkers | b-mineur   | 388  | |
| Concerto   | Viool, strijkers | b-mineur   | 389  | |
| Concerto   | Viool, strijkers | b-mineur   | 390  | |
| Concerto   | Viool, strijkers | b-mineur   | 391  | La cetra. Scordatura viool. |
| Concerto   | Viool, strijkers | D-majeur   | 742  | Fragment. |
| Concerto   | Viool, strijkers | f-mineur   | 743  | Concerto genoemd in Vivaldi's catalogus, maar verloren gegaan. |
| Concerto   | Viool, strijkers | A-majeur   | 744  | Fragment, alleen het laatste stuk van het eerste deel en het tweede deel zijn bewaard gebleven. |
| Concerto   | Viool, strijkers | Bes-majeur | 745  | Fragment; alleen het laatste deel is bewaard gebleven. |
| Concerto   | Viool, strijkers | D-majeur   | 752  | Verloren gegaan. |
| Concerto   | Viool, strijkers | c-mineur   | 761  | Gerelateerd aan RV 201. |
| Concerto   | Viool, strijkers | E-majeur   | 762  | Gerelateerd aan RV 223. |
| Concerto   | Viool, strijkers | A-majeur   | 763  | L'ottavina. Gerelateerd aan RV 353. |
| Concerto   | Viool, strijkers | A-majeur   | 768  | Gerelateerd aan RV 396. |
| Concerto   | Viool, strijkers | d-mineur   | 769  | Gerelateerd aan RV 393. |
| Concerto   | Viool, strijkers | d-mineur   | 770  | Gerelateerd aan RV 395a. |
| Concerto   | Viool, strijkers | c-mineur   | 771  | Incompleet. |
| Concerto   | Viool, strijkers | D-majeur   | 772  | Incompleet. |
| Concerto   | Viool, strijkers | F-majeur   | 773  | Incompleet. |
| Concerto   | Viool, strijkers | d-mineur   | 813  | Vroeger Anh. 10, nu toegeschreven aan Vivaldi. |
| Concerto   | Viool, strijkers | d-mineur   | 817  | Vroeger Anh. 86, nu toegeschreven aan Vivaldi. |
| Concerto   | Viool, strijkers | D-majeur   | 818  | Vroeger Anh. 72, nu toegeschreven aan Vivaldi. Incompleet. |
| Concerto   | Viool, dubbel strijkorkest                                                                                               | C-majeur   | 581  | Per la Santissima Assuzione di Maria Vergine. Gerelateerd aan RV 179. |
| Concerto   | Viool, dubbel strijkorkest                                                                                               | D-majeur   | 582  | "Per la Santissima Assuzione di Maria Vergine". |
| Concerto   | Viool, dubbel strijkorkest                                                                                               | Bes-majeur | 583  | Scordatura viool. |
| Concerto   | Viool, dubbel strijkorkest                                                                                               | C-majeur   | 793  | Incompleet. |
| Concerto   | Viool, cello, strijkers                                                                                                  | A-majeur   | 546  | "all'inglese". |
| Concerto   | Viool, cello, strijkers                                                                                                  | F-majeur   | 544  | Il Proteo o sia il mondo al rovescio, gerelateerd aan RV 572. |
| Concerto   | Viool, cello, strijkers                                                                                                  | Bes-majeur | 547  | |
| Concerto   | Viool, cello, strijkers                                                                                                  | G-majeur   | 814  | Vroeger Anh. 87, nu toegeschreven aan Vivaldi. Incompleet. |
| Concerto   | Viool, 2 cello's, strijkers                                                                                              | C-majeur   | 561  | |
| Concerto   | Viool, hobo, strijkers                                                                                                   | F-majeur   | 543  | Gerelateerd aan RV 139. |
| Concerto   | Viool, hobo, strijkers                                                                                                   | Bes-majeur | 548  | |
| Concerto   | Viool, hobo, 2 recorders, 2 hobo's, fagot, strijkers                                                                     | g-mineur   | 576  | Toegeschreven aan de Prince Elector van Saxony. |
| Concerto   | Viool, hobo, chalumeau, 3 viole all'inglese, strijkers                                                                   | Bes-majeur | 579  | Concerto funebre |
| Concerto   | Viool, 2 hobo's, strijkers                                                                                               | D-majeur   | 563  | |
| Concerto   | Viool, 2 hobo's, 2 hoorns, fagot, cello, strijkers                                                                       | F-majeur   | 569  | Cello in 3rd movement only. |
| Concerto   | Viool, 2 hobo's, 2 hoorns, fagot, strijkers                                                                              | F-majeur   | 568  | |
| Concerto   | Viool, 2 hobo's, 2 hoorns, cello, fagot, strijkers                                                                       | F-majeur   | 571  | Gerelateerd aan RV 99. |
| Concerto   | Viool, 2 hobo's, 2 hoorns, strijkers                                                                                     | D-majeur   | 562  | |
| Concerto   | Viool, 2 hobo's, 2 hoorns, timpani, strijkers                                                                            | D-majeur   | 562a | langzame deel verschillend van RV 562. |
| Concerto   | Viool, 2 hobo's, 2 recorders, fagot, strijkers                                                                           | g-mineur   | 577  | Voor de Sächsische Staatskapelle Dresden |
| Concerto   | Viool, orgel, strijkers                                                                                                  | d-mineur   | 541  | |
| Concerto   | Viool, orgel, strijkers                                                                                                  | F-majeur   | 542  | Het is twijfelachtig of dit stuk een werk van Vivaldi is. |
| Concerto   | Viool, orgel, strijkers                                                                                                  | c-mineur   | 766  | Gerelateerd aan RV 510. |
| Concerto   | Viool, orgel, strijkers                                                                                                  | F-majeur   | 767  | Gerelateerd aan RV 765. |
| Concerto   | Viool, orgel, strijkers                                                                                                  | C-majeur   | 774  | Incompleet. |
| Concerto   | Viool, orgel, strijkers                                                                                                  | F-majeur   | 775  | Incompleet. |
| Concerto   | Viool, orgel, strijkers                                                                                                  | C-majeur   | 808  | |
| Concerto   | Viool, orgel (or viool), cello, strijkers                                                                                | C-majeur   | 554a | Gelijk aan RV 554 met cello in plaats van hobo. |
| Concerto   | Viool, orgel (or viool), hobo, strijkers                                                                                 | C-majeur   | 554  | |
| Concerto   | Viool, 2 tromboni da caccia, 2 hobo's, fagot, strijkers                                                                  | F-majeur   | 574  | Toegeschreven aan Pisendel. |
| Concerto   | 2 violen, strijkers | C-majeur   | 505  | |
| Concerto   | 2 violen, strijkers | C-majeur   | 506  | |
| Concerto   | 2 violen, strijkers | C-majeur   | 507  | |
| Concerto   | 2 violen, strijkers | C-majeur   | 508  | |
| Concerto   | 2 violen, strijkers | c-mineur   | 509  | |
| Concerto   | 2 violen, strijkers | c-mineur   | 510  | |
| Concerto   | 2 violen, strijkers | D-majeur   | 511  | |
| Concerto   | 2 violen, strijkers | D-majeur   | 512  | |
| Concerto   | 2 violen, strijkers | D-majeur   | 513  | Gerhard Frederik Witvogel #48. |
| Concerto   | 2 violen, strijkers | d-mineur   | 514  | |
| Concerto   | 2 violen, strijkers | Es-majeur  | 515  | |
| Concerto   | 2 violen, strijkers | G-majeur   | 516  | |
| Concerto   | 2 violen, strijkers | g-mineur   | 517  | |
| Concerto   | 2 violen, strijkers | A-majeur   | 518  | Bewerking van RV 355 door Johan Helmich Roman. |
| Concerto   | 2 violen, strijkers | A-majeur   | 519  | L'estro Armonico |
| Concerto   | 2 violen, strijkers | A-majeur   | 520  | Incompleet. |
| Concerto   | 2 violen, strijkers | A-majeur   | 521  | |
| Concerto   | 2 violen, strijkers | a-mineur   | 522  | L'estro Armonico. Bach BWV 593. |
| Concerto   | 2 violen, strijkers | a-mineur   | 523  | |
| Concerto   | 2 violen, strijkers | Bes-majeur | 524  | |
| Concerto   | 2 violen, strijkers | Bes-majeur | 525  | |
| Concerto   | 2 violen, strijkers | Bes-majeur | 526  | Incompleet. |
| Concerto   | 2 violen, strijkers | Bes-majeur | 527  | |
| Concerto   | 2 violen, strijkers | Bes-majeur | 528  | Gerelateerd aan RV 381 en RV 383a. |
| Concerto   | 2 violen, strijkers | Bes-majeur | 529  | |
| Concerto   | 2 violen, strijkers | Bes-majeur | 530  | La cetra |
| Concerto   | 2 violen, strijkers | Bes-majeur | 764  | Gerelateerd aan RV 548. |
| Concerto   | 2 violen, strijkers | F-majeur   | 765  | Gerelateerd aan RV 767 en RV 515. |
| Concerto   | 2 violen, cello, strijkers                                                                                               | d-mineur   | 565  | L'estro Armonico. Bach BWV 596. |
| Concerto   | 2 violen, cello, strijkers                                                                                               | g-mineur   | 578  | L'estro Armonico |
| Concerto   | 2 violen, cello, strijkers                                                                                               | g-mineur   | 578a | Originele versie van RV 578 |
| Concerto   | 2 violen, 2 cello's, strijkers                                                                                           | D-majeur   | 564  | |
| Concerto   | 2 violen, 2 cello's, strijkers                                                                                           | G-majeur   | 575  | |
| Concerto   | 2 violen, 2 hobo's or fagots, 2 recorders, strijkers                                                                     | C-majeur   | 557  | Fagot toegevoegd in tweede deel. |
| Concerto   | 2 violen, 2 hobo's, fagot, strijkers                                                                                     | D-majeur   | 564a | Anonieme versie van RV 564. |
| Concerto   | 2 violen, 2 orgels, dubbel strijkorkest                                                                                  | F-majeur   | 584  | Incompleet. |
| Concerto   | 2 violen, 2 recorders, 2 hobo's, fagot, strijkers                                                                        | d-mineur   | 566  | |
| Concerto   | 2 violen in tromba marina, 2 recorders, 2 trompetten, 2 mandolines, 2 chalumeaux, 2 deorboes, cello, strijkers           | C-majeur   | 558  | "com molti stromenti" |
| Concerto   | violen2, 3 violen, strijkers                                                                                             | F-majeur   | 551  | |
| Concerto   | 3 violen fluit, hobo, viool & fagot                                                                                      | D-majeur   | 90   | Nauw verwant aan RV 428; beide werken heten Il gardellino. |
| Concerto   | 3 violen fluit, hobo, viool & fagot                                                                                      | D-majeur   | 90a  | Il gardellino |
| Concerto   | 3 violen 3 violen, cello                                                                                                 | ?          | 90b  | Il gardellino |
| Concerto   | 3 violen 3 violen, hobo, 2 recorders, 2 viole all'inglese, chalumeau, 2 cello's, 2 klavecimbels, 2 trompetten, strijkers | C-majeur   | 555  | de 2 trompetten komen alleen in het derde deel voor. |
| Concerto   | 4 violen, strijkers | D-majeur   | 549  | L'estro Armonico |
| Concerto   | 4 violen, strijkers | e-mineur   | 550  | L'estro Armonico |
| Concerto   | 4 violen, strijkers | Bes-majeur | 553  | |
| Concerto   | Viool (echo), 2 violen, strijkers                                                                                        | A-majeur   | 552  | "con vioolo principale con altro per eco in lontano" ("met een solo viool en een viool in verre echo") |
| Concerto   | 4 violen, cello, strijkers                                                                                               | F-majeur   | 567  | L'estro Armonico |
| Concerto   | 4 violen, cello, strijkers                                                                                               | b-mineur   | 580  | L'estro Armonico. Bach BWV 1065. |
| Concerto   | 4 violen, 4 recorders, 3 cello's, orgel, dubbel strijforkest                                                             | A-majeur   | 585  | 2 violen & 2 recorders as soloinstrumenten in het eerst eorchestra (met cello in het derde deel). 2 violen & 2 recorders as soloinstrumenten in het tweede orchestra (met cello en orgel in het derde deel 3rd movement). |
| Sinfonia   | Strijkers | C-majeur   | 111a | Met een verschillend derde deel van RV 111 en gerelateerd aan de sinfonia van de opera Giustino, RV 717. |
| Sinfonia   | Strijkers | C-majeur   | 112  | |
| Sinfonia   | Strijkers | C-majeur   | 116  | Niet van Vivaldi. Teruggetrokken en verplaatst naar Anh. 144 |
| Sinfonia   | Strijkers | C-majeur   | 802  | ″Improvvisata″. |
| Sinfonia   | Strijkers | D-majeur   | 122  | |
| Sinfonia   | Strijkers | D-majeur   | 125  | Incompleet. |
| Sinfonia   | Strijkers | E-majeur   | 131  | |
| Sinfonia   | Strijkers | E-majeur   | 132  | Niet van Vivaldi. Gecomponeerd doorJohann Gottlieb Janitsch. |
| Sinfonia   | Strijkers | F-majeur   | 135  | |
| Sinfonia   | Strijkers | F-majeur   | 137  | |
| Sinfonia   | Strijkers | F-majeur   | 140  | Ook beschreven als een concert van Ryom. |
| Sinfonia   | Strijkers | G-majeur   | 146  | In de Breitkopf catalogus onder Johann Georg Roellig. Bestaat ook voor drie violen. Ook beschreven als een concert van Ryom.                                                                                              |
| Sinfonia   | Strijkers | G-majeur   | 147  | |
| Sinfonia   | Strijkers | G-majeur   | 148  | Niet van Vivaldi. Later verplaatst naar Anh. 68 door Ryom. Composed by Domenico Gallo. |
| Sinfonia   | Strijkers | G-majeur   | 149  | |
| Sinfonia   | Strijkers | Bes-majeur | 162  | |
| Sinfonia   | Strijkers | b-mineur   | 168  | |
| Sinfonia   | Strijkers | b-mineur   | 169  | Sinfonia al Santo Sepolcro, sonate voor 2 violen en continuo in b-mineur |
| Sinfonia   | Viool, strijkers | C-majeur   | 192  | |
| Sinfonia   | Viool, strijkers | C-majeur   | 192a | Verschillend derde deel van RV 192; incompleet. |
| Sinfonia   | Unknown instrumentation                                                                                                  | C-majeur   | 741  | Verloren gegaan. |
| Solo       | Orgel | A-majeur   | 746  | Largo & Andante gerangschikt van RV 758. |
| Sonate     | Strijkers | Es-majeur  | 130  | Santo Sepolcro |
| Sonate     | Cello | d-mineur   | 38   | Verloren gegaan. |
| Sonate     | Cello | Es-majeur  | 39   | |
| Sonate     | Cello | e-mineur   | 40   | |
| Sonate     | Cello | F-majeur   | 41   | |
| Sonate     | Cello | g-mineur   | 42   | |
| Sonate     | Cello | a-mineur   | 43   | |
| Sonate     | Cello | a-mineur   | 44   | |
| Sonate     | Cello | Bes-majeur | 45   | |
| Sonate     | Cello | Bes-majeur | 46   | |
| Sonate     | Cello | Bes-majeur | 47   | |
| Sonate     | Fluit | C-majeur   | 48   | |
| Sonate     | Fluit | C-majeur   | 809  | Niet van Vivaldi. Teruggetrokken en verplaatst naar Anh. 136. Arrangement van een Vioolsonate in Bes-majeur van Gaetano Meneghetti.                                                                                       |
| Sonate     | Fluit | d-mineur   | 49   | Niet van Vivaldi. Teruggetrokken en verplaatst naar Anh. 99 |
| Sonate     | Fluit | e-mineur   | 50   | Niet van Vivaldi. Teruggetrokken en verplaatst naar Anh. 100 |
| Sonate     | Fluit | g-mineur   | 51   | |
| Sonate     | Fluit, viool | D-majeur   | 84   | |
| Sonate     | 2 fluiten | A-majeur   | 800  | |
| Sonate     | Musette, vielle, fluit (recorder), hobo or viool                                                                         | C-majeur   | 54   | Il pastor fido (Niet van Vivaldi). Geschreven door Nicolas Chédeville. |
| Sonate     | Musette, vielle, fluit (recorder), hobo or viool                                                                         | C-majeur   | 55   | Il pastor fido (Niet van Vivaldi). Geschreven door Nicolas Chédeville. |
| Sonate     | Musette, vielle, fluit (recorder), hobo or viool                                                                         | C-majeur   | 56   | Il pastor fido (Niet van Vivaldi). Geschreven door Nicolas Chédeville. |
| Sonate     | Musette, vielle, fluit (recorder), hobo or viool                                                                         | G-majeur   | 57   | Il pastor fido (inaudentic). Geschreven door Nicolas Chédeville. |
| Sonate     | Musette, vielle, fluit (recorder), hobo or viool                                                                         | g-mineur   | 58   | Il pastor fido (Niet van Vivaldi). Geschreven door Nicolas Chédeville. |
| Sonate     | Musette, vielle, fluit (recorder), hobo or viool                                                                         | A-majeur   | 59   | Il pastor fido (Niet van Vivaldi). Geschreven door Nicolas Chédeville. |
| Sonate     | Hobo | c-mineur   | 53   | |
| Sonate     | 2 hobo's | g-mineur   | 81   | |
| Sonate     | 2 hobo's, fagot | C-majeur   | 801  | Met de opmerking: ″del Sig. Hendel″. |
| Sonate     | Recorder(?) | F-majeur   | 52   | |
| Sonate     | Recorder | G-majeur   | 806  | |
| Sonate     | 2 recorders | G-majeur   | 80   | Niet van Vivaldi. Teruggetrokken en verplaatst naar Anh. 101 |
| Sonate     | Viool | A-majeur   | 1    | Op. 2, No. 6 |
| Sonate     | Viool | C-majeur   | 2    | Toegeschreven aan Pisendel en nauw verwant aan 2nd & 4th movements of RV 4. |
| Sonate     | Viool | C-majeur   | 3    | Manchester Sonate No. 1 |
| Sonate     | Viool | C-majeur   | 4    | Incompleet, gerelateerd aan RV 2. |
| Sonate     | Viool | c-mineur   | 5    | |
| Sonate     | Viool | c-mineur   | 6    | Manchester Sonate No. 7; opgedragen aan Pisendel. |
| Sonate     | Viool | c-mineur   | 7    | |
| Sonate     | Viool | c-mineur   | 7a   | Incompleet. |
| Sonate     | Viool | c-mineur   | 8    | Op. 2, No. 7 |
| Sonate     | Viool | D-majeur   | 9    | Op. 2, No. 11 |
| Sonate     | Viool | D-majeur   | 10   | |
| Sonate     | Viool | D-majeur   | 11   | Incompleet. |
| Sonate     | Viool | D-majeur   | 785  | Gecomponeerd door Andrea Zani (Op. 1 No. 12). |
| Sonate     | Viool | D-majeur   | 798  | Bergamo |
| Sonate     | Viool | D-majeur   | 810  | |
| Sonate     | Viool | d-mineur   | 12   | Manchester Sonate No. 2 |
| Sonate     | Viool | d-mineur   | 13   | Niet van Vivaldi. Misschien gecomponeerd door Johan Helmich Roman. |
| Sonate     | Viool | d-mineur   | 14   | Op. 2, No. 3 |
| Sonate     | Viool | d-mineur   | 15   | |
| Sonate     | Viool | e-mineur   | 16   | Op. 2, No. 9 |
| Sonate     | Viool | e-mineur   | 17   | Incompleet, gerelateerd aan RV 17a in Manchester. |
| Sonate     | Viool | e-mineur   | 17a  | Manchester Sonate No. 9; complete versie van RV 17 met een afwijkend derde deel. |
| Sonate     | Viool | F-majeur   | 18   | |
| Sonate     | Viool | F-majeur   | 19   | Toegeschreven aan Pisendel. |
| Sonate     | Viool | F-majeur   | 20   | Op. 2, No. 4 |
| Sonate     | Viool | f-mineur   | 21   | Op. 2, No. 10 |
| Sonate     | Viool | G-majeur   | 22   | Manchester Sonate No. 8 |
| Sonate     | Viool | G-majeur   | 23   | Op. 2, No. 8 |
| Sonate     | Viool | G-majeur   | 24   | Niet van Vivaldi. Teruggetrokken en verplaatst naar Anh. 140. |
| Sonate     | Viool | G-majeur   | 25   | Toegeschreven aan Pisendel. |
| Sonate     | Viool | g-mineur   | 26   | |
| Sonate     | Viool | g-mineur   | 27   | Op. 2, No. 1 |
| Sonate     | Viool | g-mineur   | 28   | |
| Sonate     | Viool | A-majeur   | 29   | Toegeschreven aan Pisendel. |
| Sonate     | Viool | A-majeur   | 30   | |
| Sonate     | Viool | A-majeur   | 31   | Op. 2, No. 2 |
| Sonate     | Viool | a-mineur   | 32   | Op. 2, No. 12 |
| Sonate     | Viool | Bes-majeur | 33   | |
| Sonate     | Viool | Bes-majeur | 34   | |
| Sonate     | Viool | Bes-majeur | 791  | Incompleet. |
| Sonate     | Viool | b-mineur   | 35   | |
| Sonate     | Viool | b-mineur   | 35a  | |
| Sonate     | Viool | b-mineur   | 36   | Op. 2, No. 5 |
| Sonate     | Viool | b-mineur   | 37   | Incompleet. |
| Sonate     | Viool | C-majeur   | 754  | Manchester Sonate No. 12; gerelateerd aan RV 4. |
| Sonate     | Viool | D-majeur   | 755  | Manchester Sonate No. 4; gerelateerd aan RV 11. |
| Sonate     | Viool | Es-majeur  | 756  | Manchester Sonate No. 11 |
| Sonate     | Viool | g-mineur   | 757  | Manchester Sonate No. 3; gerelateerd aan RV 28. |
| Sonate     | Viool | A-majeur   | 758  | Manchester Sonate No. 6; gerelateerd aan RV 746 (withdrawn) en RV 29. |
| Sonate     | Viool | Bes-majeur | 759  | Manchester Sonate No. 5; gerelateerd aan RV 34. |
| Sonate     | Viool | b-mineur   | 760  | Manchester Sonate No. 10; gerelateerd aan RV 37. |
| Sonate     | Viool | G-majeur   | 776  | Waarschijnlijk deels niet van Vivaldi. |
| Sonate     | Viool | C-majeur   | 815  | |
| Sonate     | Viool | D-majeur   | 816  | |
| Sonate     | Viool, cello | c-mineur   | 83   | |
| Sonate     | Viool, hobo, obbligato orgel, optional chalumeau                                                                         | C-majeur   | 779  | |
| Sonate     | 2 Viools, hobo | C-majeur   | 779a | |
| Sonate     | 2 violen | C-majeur   | 60   | |
| Sonate     | 2 violen | C-majeur   | 61   | Op. 1, No. 3 |
| Sonate     | 2 violen | D-majeur   | 62   | Op. 1, No. 6 |
| Sonate     | 2 violen | d-mineur   | 63   | Op. 1, No. 12. Gebaseerd op variaties op La follia (Corelli) |
| Sonate     | 2 violen | d-mineur   | 64   | Op. 1, No. 8 |
| Sonate     | 2 violen | Es-majeur  | 65   | Op. 1, No. 7 |
| Sonate     | 2 violen | E-majeur   | 66   | Op. 1, No. 4 |
| Sonate     | 2 violen | e-mineur   | 67   | Op. 1, No. 2 |
| Sonate     | 2 violen | F-majeur   | 68   | |
| Sonate     | 2 violen | F-majeur   | 69   | Op. 1, No. 5 |
| Sonate     | 2 violen | F-majeur   | 70   | |
| Sonate     | 2 violen | g-mineur   | 71   | |
| Sonate     | 2 violen | g-mineur   | 72   | |
| Sonate     | 2 violen | g-mineur   | 73   | Op. 1, No. 1 |
| Sonate     | 2 violen | g-mineur   | 74   | |
| Sonate     | 2 violen | A-majeur   | 75   | Op. 1, No. 9 |
| Sonate     | 2 violen | Bes-majeur | 76   | |
| Sonate     | 2 violen | g-mineur   | 77   | |
| Sonate     | 2 violen | Bes-majeur | 78   | Op. 1, No. 10 |
| Sonate     | 2 violen | b-mineur   | 79   | Op. 1, No. 11 |
| Triosonate | Recorder, fagot | a-mineur   | 86   | |
| Triosonate | Viool, luit | C-majeur   | 82   | |
| Triosonate | Viool, luit | g-mineur   | 85   | |

## Vocale muziek
| Werk                                                                  | RV                            | Opmerkingen |
| --------------------------------------------------------------------- | ----------------------------- | --- |
| Missa Sacrum                                                          | 586                           | Betwist. Teruggetrokken en verplaatst naar Anh. 112.                                                                |
| Kyrie                                                                 | 587                           | |
| Gloria                                                                | 588                           | |
| Gloria                                                                | 589                           | |
| Gloria                                                                | 590                           | Verloren gegaan. |
| Credo                                                                 | 591                           | |
| Credo                                                                 | 592                           | Betwist. |
| Domine ad adiuvandum me                                               | 593                           | |
| Dixit Dominus                                                         | 594                           | |
| Dixit Dominus                                                         | 595                           | Di Praga. |
| Confitebor tibi, Domine                                               | 596                           | |
| Beatus vir                                                            | 597                           | |
| Beatus vir                                                            | 598                           | |
| Beatus vir                                                            | 599                           | Verloren gegaan. |
| Laudate pueri Dominum                                                 | 600                           | |
| Laudate pueri Dominum                                                 | 601                           | Psalm 112, voor stem, fluit, 2 hobo's, strijkers & continuo in G-majeur                                             |
| Laudate pueri Dominum                                                 | 602                           | |
| Laudate pueri Dominum                                                 | 602a                          | |
| Laudate pueri Dominum                                                 | 603                           | |
| In exitu Israel                                                       | 604                           | |
| Credidi propter quod                                                  | 605                           | Tegenwoordig RV Anh. 35b.                                                                                           |
| Laudate Dominum                                                       | 606                           | |
| Laetatus sum                                                          | 607                           | |
| Nisi Dominus                                                          | 608                           | |
| Lauda Jerusalem                                                       | 609                           | |
| Magnificat                                                            | 610/610a/610b/611             | |
| Deus tuorum militum                                                   | 612                           | |
| Gaude Mater Ecclesia                                                  | 613                           | |
| Laudate Dominum                                                       | 614                           | Betwist. |
| Regina coeli                                                          | 615                           | Incompleet. |
| Salve Regina                                                          | 616                           | |
| Salve Regina                                                          | 617                           | |
| Salve Regina                                                          | 618                           | |
| Salve Regina                                                          | 619                           | Verloren gegaan. |
| Sanctorum meritis                                                     | 620                           | |
| Stabat Mater                                                          | 621                           | |
| Te Deum                                                               | 622                           | Verloren gegaan. |
| Canta in prato, ride in monte                                         | 623                           | Niet te verwarren met RV 636.                                                                                       |
| Carae rosae respirate                                                 | 624                           | Incompleet zonder reconstructie.                                                                                    |
| Clarae, stellae                                                       | 625                           | |
| In furore iustissimae irae                                            | 626                           | Solo motet voor stem, strijkers & continuo in c-mineur                                                              |
| In turbate mare                                                       | 627                           | |
| Invicti bellate                                                       | 628                           | Incompleet, gereconstrueerd door Academia Montis Regalis.                                                           |
| Longe mala, umbrae, terrores                                          | 629                           | Niet te verwarren met RV 640.                                                                                       |
| Nulla in mundo pax sincera                                            | 630                           | |
| O qui coeli terraeque serenitas                                       | 631                           | |
| Sum in medio tempestatum                                              | 632                           | |
| Vestro principi divino                                                | 633                           | |
| Vos aurae per montes                                                  | 634                           | |
| Introduzione al Dixit (RV 595) "Ascende laeta"                        | 635                           | |
| Introduzione al Dixit (RV 594?) "Canta in prato, ride in fonte"       | 636                           | Niet te verwarren met RV 623.                                                                                       |
| Introduzione ad un Gloria "Cur sagittas"                              | 637                           | Het werk dat op deze introductie moest volgen, waarschijnlijk een setting van de Gloria in Bes, is verloren gegaan. |
| Introduzione al Miserere "Filiae maestae Jerusalem"                   | 638                           | |
| Introduzione al Gloria (RV 588) "Jubilate o amoeni chori"             | 639                           | Introductie deel heeft het derde dele gelijk met Gloria, RV 588.                                                    |
| Introduzione al Gloria (RV 588) "Jubilate o amoeni chori"             | 639a                          | |
| Introduzione al Gloria (RV 589) "Longe mala, umbrae, terrores"        | Niet te verwarren met RV 629. | |
| Introduzione al Miserere "Non in pratis"                              | 641                           | |
| Introduzione al Gloria (RV 589) "Ostro picta"                         | 642                           | |
| Oratorio Moyses Deus Pharaonis                                        | 643                           | Verloren gegaan. |
| Oratorio Juditha triumphans                                           | 644                           | |
| Oratorio L'adorazione delli tre re magi al bambino Gesu               | 645                           | Verloren gegaan. |
| Ad corda reclina                                                      | 646                           | euwe tekst van de aria van Act II, Scene 8 van Arsilda, regina di Ponto, RV 700.                                    |
| Eja voces plausum date                                                | 647                           | Nieuwe tekst van de aria van Act II, Scene 2 van Orlando furioso, RV 728.                                           |
| Ihr Himmel nun                                                        | 648                           | Nieuwe tekst van de aria van Act II, Scene 2 van Arsilda, regina di Ponto, RV 700.                                  |
| Bajazet                                                               | 703                           | |
| Aria per la communione                                                | 748                           | Verloren gegaan. |
| Oratorio La vittoria navale predetta dal S Pontefice Pio V Ghisilieri | 782                           | Verloren gegaan. |
| Confitebor tibi, domine                                               | 789                           | Beschadigd manuscript gevonden.                                                                                     |
| Beatus vir                                                            | 795                           | |
| Magnificat                                                            | 797                           | Verloren gegaan; misschien gerelateerd aan RV 610/610a/610b/611.                                                    |
| Nisi Dominus                                                          | 803                           | |
| Salve Regina                                                          | 804                           | Verloren gegaan. |
| Dixit Dominus                                                         | 807                           | |
| Vos invito, barbare faces                                             | 811                           | |

## Cantates
| Work                        | RV   | Soloist en Instrumentation (All with basso continuo) |
| --------------------------- | ---- | ---------------------------------------------------- |
| Alla caccia, alla caccia    | 670  | alt solo                                             |
| All'ombra di sospetto       | 678  | sopraan solo, fluit                                  |
| All'ombra d'un bel faggio   | 649  | sopraan solo                                         |
| All'or che lo sguardo       | 650  | sopraan solo                                         |
| Amor, hai vinto             | 651  | sopraan solo                                         |
| Amor, hai vinto             | 683  | alt solo, 2 violen, alt continuo                     |
| Aure voi piu non siete      | 652  | sopraan solo                                         |
| Candida Lylia               | 747  | sopraan solo                                         |
| Care selve amici prati      | 671  | alt solo                                             |
| Cessate omai cessate        | 684  | alt solo, 2 violen, alt continuo                     |
| Cessate omai cessate        | 684a | alt solo, 2 violen, alt continuo                     |
| Che giova il sospirar       | 679  | sopraan solo, 2 violen, alt continuo                 |
| Del suo natio rigore        | 653  | sopraan solo                                         |
| Elvira, Elvira anima mea    | 654  | sopraan solo                                         |
| Era la notte                | 655  | sopraan solo                                         |
| Filli di gioia              | 672  | alt solo                                             |
| Fonti di pianto piangete    | 656  | sopraan solo                                         |
| Geme l'onda che parte       | 657  | sopraan solo                                         |
| Il povero mio cor           | 658  | sopraan solo                                         |
| Indarno cerca la tortorella | 659  | sopraan solo                                         |
| Ingrata, Lidia, hai vinto   | 673  | alt solo                                             |
| La farfalletta s'aggira     | 660  | sopraan solo                                         |
| La Gloria e Himeneo         | 687  |                                                      |
| Lundi dal vago              | 680  | sopraan solo, viool                                  |
| Nel partir da te mio caro   | 661  | sopraan solo                                         |
| O mie porpore piu belle     | 685  | alt solo, 2 violen, alt continuo                     |
| Par che tardo               | 662  | sopraan solo                                         |
| Perche son molli            | 681  | sopraan solo, 2 violen                               |
| Perfidissimo cor!           | 674  | alt solo                                             |
| Piango, gemo, sospiro       | 675  | alt solo                                             |
| Pianti, sospiri             | 676  | alt solo                                             |
| Prendea con mandi latte     | 753  | sopraan solo                                         |
| Qual in pioggia dorata      | 686  | alt solo, 2 hoorns, 2 violen, alt continuo           |
| Qual per ignoto             | 677  | alt solo                                             |
| Scherza di fronda           | 663  | sopraan solo                                         |
| Seben vivono senz'alma      | 664  | sopraan solo                                         |
| Si levi dal pensier         | 665  | sopraan solo                                         |
| Si si luce adorate          | 666  | sopraan solo                                         |
| Sorge vermiglia in ciel     | 667  | sopraan solo                                         |
| T'intendo si mio cor        | 668  | sopraan solo                                         |
| Tra l'erbe, i zeffiri       | 669  | sopraan solo                                         |
| Vengo a voi luci adorate    | 682  | sopraan solo, 2 violen, alt continuo                 |